# طهليل (المهرة)

تعديل مصدري - تعديل

طهليل هي إحدى قرى مديرية حصوين التابعة لمحافظة المهرة، بلغ تعداد سكانها 400 نسمة حسب تعداد اليمن لعام 2004.